# Majski Vrh
Majski Vrh este o localitate din comuna Videm, Slovenia, cu o populație de 100 de locuitori.